# RS.14 (航空機)

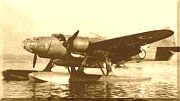
フィアット RS.14

RS.14 は、第二次世界大戦中にイタリアのフィアット社の子会社CMASA社で生産された偵察機である。双発の水上機で、洋上哨戒、雷撃、海上救難などの任務で用いられた。

## 概要
フィアット社の子会社CMASA社で開発されたRS.14は、1939年5月に初飛行に成功した。この機体はフィアット製の空冷式星型エンジン装着の双発水上機で大型フロート2本を付け、全金属製あった。原型機はそれなりの性能を示したが、武装を装着したところエンジンがややアンダーパワー気味の上機体の安定性に問題があり、また機体構造が弱い部分も発覚した。これらの欠点の修正に時間をとった為、部隊に配備されたのは1942年になってからとなった。
RS.14の固定武装は胴体の左右と機首、背部銃座に機関銃を1丁ずつ装備した他、腹部にゴンドラを搭載しており中に爆弾、爆雷、魚雷が搭載可能であった。これらの装備を生かして洋上哨戒、雷撃機として地中海方面で使用され、イタリアやシシリー島沿岸の船団護衛のほか、長距離対潜作戦を行った。海上救難の任務に特化した型のRS.14Cも製作されたが、この型には腹部のゴンドラが装着されていなかった。
生産数はB型、C型も合わせて152機が生産された。イタリア降伏時には約20機程が作戦可能状態だった。その内数機は、第二次世界大戦終了後も暫くイタリア軍に在籍していた。

## スペック
- 全長：14.10 m
- 全幅：19.54 m
- 全高：5.63 m
- 翼面積:50.0 m2
- 全備重量：8,470 kg
- エンジン：フィアットA.74 RC38 空冷星型14気筒 840 hp×2
- 最大速度：390 km/h
- 実用上昇限度:5000 m
- 航続距離：2,500 km
- 武装
  - 12.7mm機銃 × 1
  - 7.7mm機銃 × 3
  - 爆弾 400 kg　または魚雷×1
- 乗員 4〜5名